# سیارک ۱۶۵۲۲
سیارک ۱۶۵۲۲ (به انگلیسی: 16522 Tell، نامگذاری:1991AJ3) شانزده هزار و پانصد و بیست و دومین سیارک کشف شده‌است که در ۱۵ ژانویه ۱۹۹۱ کشف شد.
قدر مطلق سیارک برابر ۱۳٫۰۰ است.